# Kazań
Kazań (ros. Казань, tatar. Казан, Qazan) – miasto w Rosji, stolica Tatarstanu, leżące przy ujściu Kazanki do Wołgi (Samarski Zbiornik Wodny). Liczy 1,25 mln mieszkańców (2021).
Ośrodek przemysłu maszynowego, chemicznego (farmacja), gumowego, futrzarskiego, skórzano-obuwniczego, włókienniczego i spożywczego. Jedno z większych rosyjskich centrów produkcji lotniczej, w mieście znajdują się dwie duże wytwórnie: Kazańskie Zjednoczenie Przemysłu Lotniczego oraz Kazańska Fabryka Śmigłowców.
Ważny ośrodek naukowy: 11 uczelni, w tym od 1804 uniwersytet (założony jako trzeci w Rosji), filia Rosyjskiej Akademii Nauk oraz liczne instytuty naukowe.

## Historia

### Średniowiecze i nowożytność

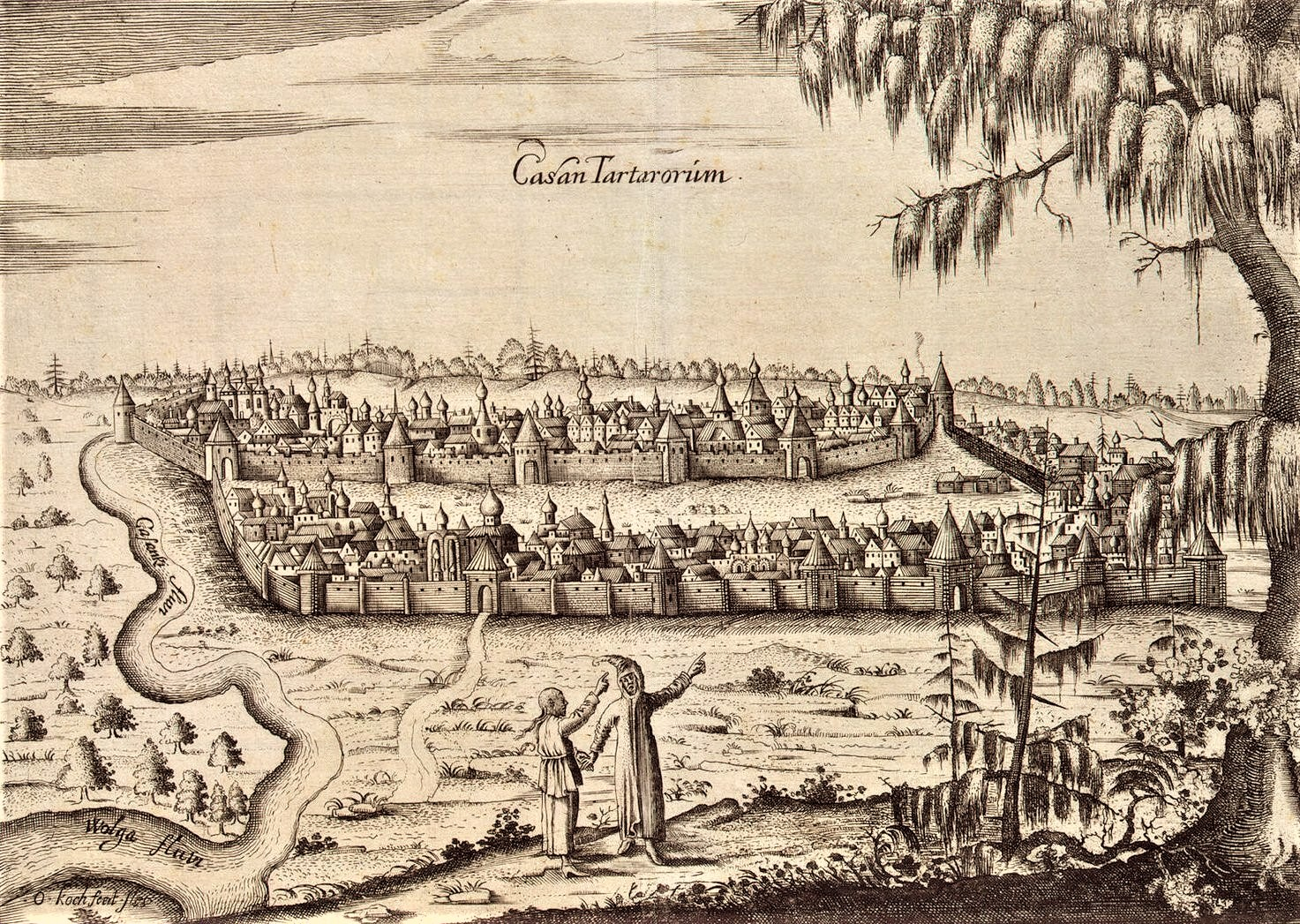
Kazań w XVII w. na dziele sztuki autorstwa Adam Olearius

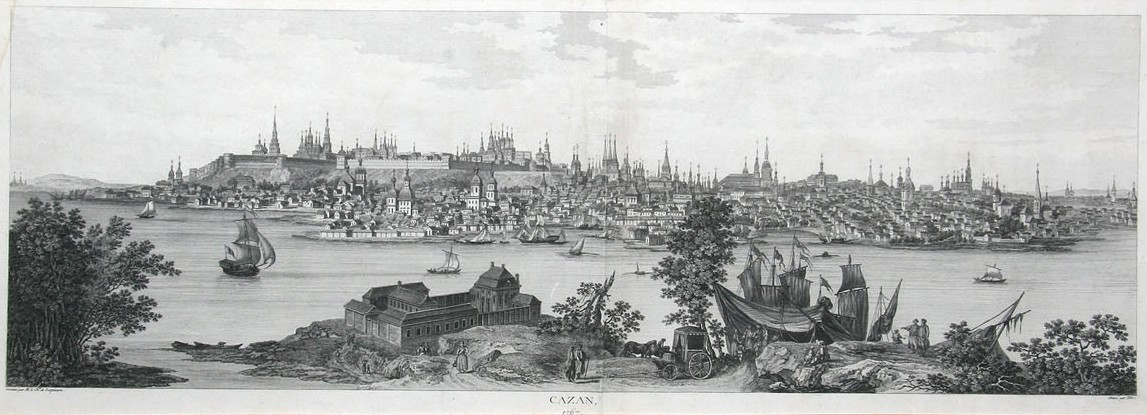
François Denis Née – panorama miasta, ok. 1767 r.

Założony w drugiej połowie XI wieku przez Bułgarów wołżańsko-kamskich. Następnie w Złotej Ordzie. Po jej rozpadzie powstał Chanat Kazański (istniał w latach 1438–1552), dla którego Kazań był stolicą. Miasto stało się także ważnym ośrodkiem handlowym Powołża (na szlaku Europa-Azja). W 1487 Kazań został zdobyty przez wojska moskiewskie. W 1552 Chanat Kazański został podbity i zlikwidowany przez Iwana IV Groźnego, a Kazań przyłączony do Rosji. Od 1708 stolica guberni kazańskiej, ośrodek budowy statków, rozwinięte sukiennictwo (pierwsza manufaktura w 1714).

### Polacy w Kazaniu
Po 1768 Kazań był jednym z miejsc zsyłek konfederatów barskich. Wśród zesłanych tu znajdowali się Maurycy Beniowski, Antoni Pułaski, Franciszek Ignacy Narocki, Piotr Potocki i Michał Czarnocki.
W czasie gdy Polska znajdowała się pod zaborami w Kazaniu urodzili się Polacy: oficer Armii Krajowej Leon Światopełk-Mirski, teoretyk i krytyk sztuki Jerzy Warchałowski, profesor Zygmunt Ruszczewski oraz zakonnica Wiesława Walicka-Woyczyńska.

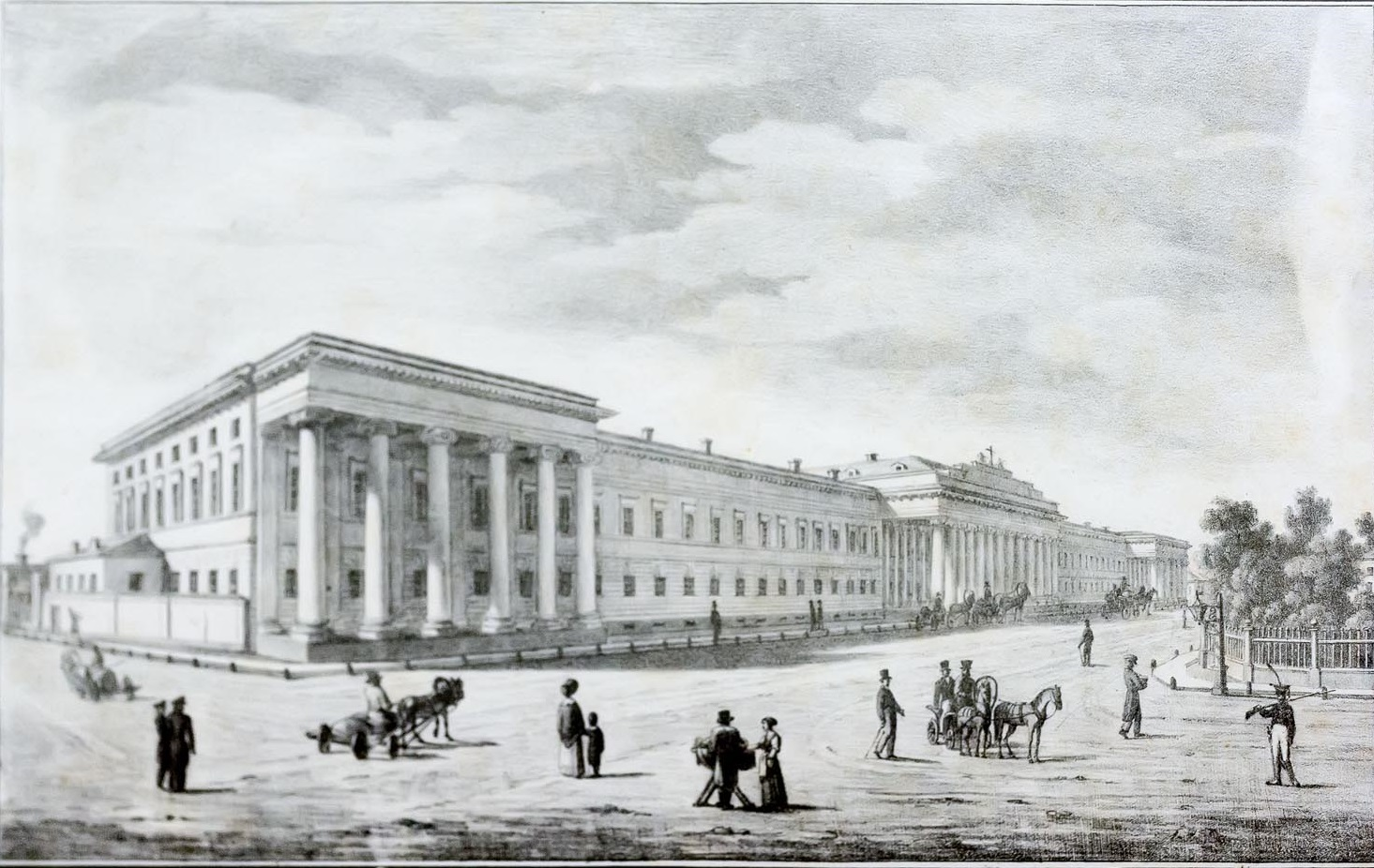
Kazański Uniwersytet Państwowy w 1832

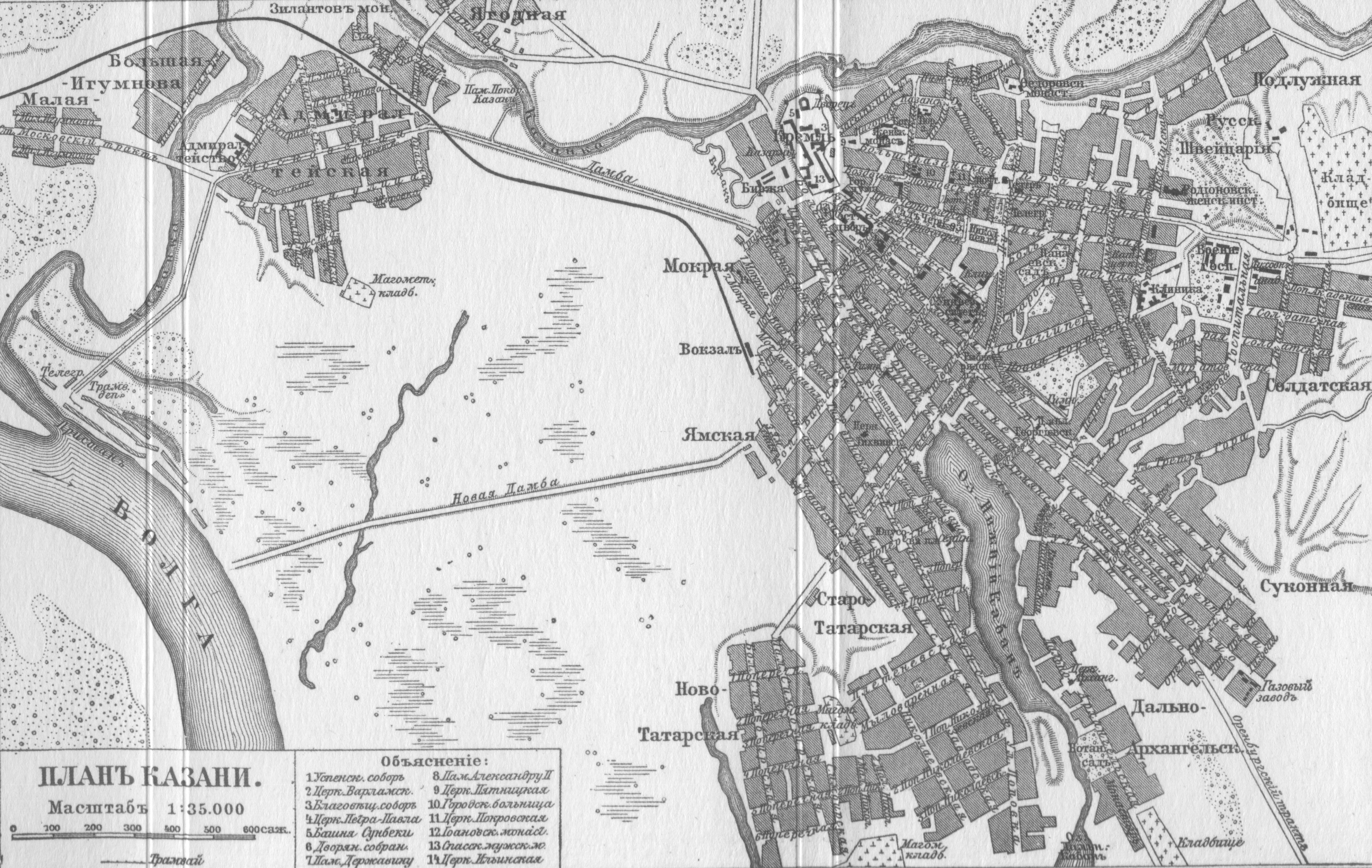
Mapa miasta z XIX wieku

Po założeniu Uniwersytetu Kazańskiego w 1804 wielonarodowy ośrodek studencki (rozruchy na uczelni w 1861 i 1867) oraz ruchu rewolucyjno-demokratycznego (np. kazański spisek Ziemli i Woli w 1863). Od roku 1827 przez długie lata rektorem uniwersytetu był Nikołaj Łobaczewski, jeden z twórców geometrii nieeuklidesowej, a w latach 1854–1860 rektorem był twórca mongolistyki w Rosji, Polak Józef Kowalewski. Od 1875 profesorem uczelni był Jan Niecisław Baudouin de Courtenay, twórca kazańskiej szkoły językoznawczej. Tutaj jego uczniem, a następnie najbliższym współpracownikiem był Mikołaj Kruszewski, od 1883 także profesor uczelni. Wykładowcami Uniwersytetu Kazańskiego byli także m.in. filolog klasyczny i poeta Józef Jeżowski, astronom Marian Kowalski oraz lekarz internista Witold Eugeniusz Orłowski. W okresie zaborów wśród uczniów i studentów kazańskich szkół byli Wilhelm Bogusławski, Władysław Bełza, Edward Słoński, Jan Piłsudski, Wacław Jan Przeździecki, Julian Grabowski, Jan Nelken, Julian Janowski, Artur Maruszewski, Stanisław Okoniewski i Józef Twardzicki. W 1897 Kazań liczył 129 959 mieszkańców, w tym 1479 Polaków (1,14%).

### XX i XXI wiek

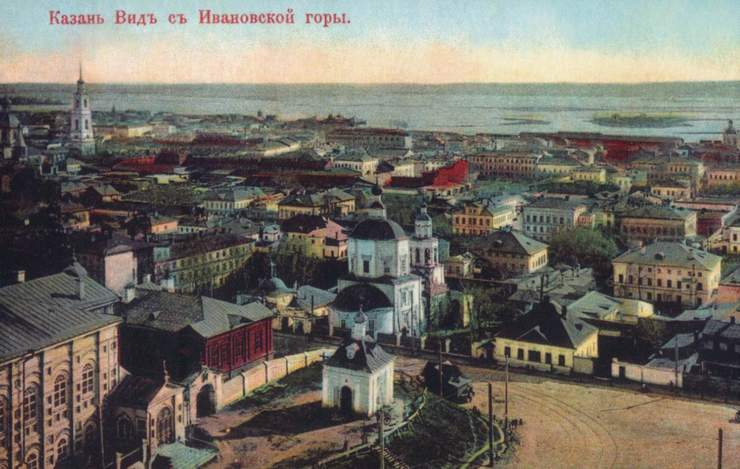
Kazań na początku XX w.

Po zdobyciu władzy przez bolszewików Kazań był ośrodkiem ruchu narodowego Tatarów i centrum religijnym rosyjskich muzułmanów. 7 sierpnia 1918 r. Kazań został zajęty przez oddziały dowodzone przez Władimira Kappela i znalazł się tym samym na terytorium kontrolowanym przez Komucz. Strategicznie położone miasto zostało odbite przez Armię Czerwoną podczas operacji kazańskiej zakończonej 10 września 1918 r. Od maja 1920 był stolicą Tatarskiej ASRR.
W latach 1929–1933 funkcjonowała tu prowadzona z funduszy niemieckiej armii i zarządzana przez Niemców Szkoła czołgowa Kama, kształcąca niemieckich i sowieckich czołgistów. W drugiej połowie lat 20. polski oficer wywiadu, rotmistrz Jerzy Sosnowski uzyskał informacje o prowadzonych przez niemieckich wojskowych intensywnych poszukiwaniach rozległego terenu na obszarze Rosji celem zorganizowania tam poligonu doświadczalnego dla rozwoju zabronionej traktatem wersalskim niemieckiej broni pancernej. Dowódca tego przedsięwzięcia, Oberstleutnant Wilhelm Malbrandt, wraz z sowieckimi partnerami wytypował obiekt w Kazaniu. Nieruchomość ta została zakupiona 1 lutego 1927 za kwotę 127 000 rubli. W skład kompleksu wchodziły obiekty szkoleniowe oraz poligon strzelniczy. Szkoła artylerii zlokalizowana była w odległości 6 km od stacji kolejowej w Kazaniu. Kryptonim projektu Kama pochodził od pierwszych liter wyrazów: Kazań i Malbrandt.
Podczas II wojny światowej wiele zakładów i fabryk radzieckiego przemysłu zbrojeniowego zostało przeniesionych do Kazania, który stał się wielkim centrum przemysłowym (produkcja czołgów i samolotów).
W późnych latach 80. i 90. XX wieku, po rozpadzie ZSRR, Kazań ponownie stał się centrum kulturalnym Tatarów, jednocześnie uaktywniły się tendencje separatystyczne. Od 2000 miasto podlega gruntownej renowacji i modernizacji. Zabytkowe centrum, w tym Kreml, zostało odbudowane. W 2005 obchodzono tysiąclecie miasta (data została ustalona arbitralnie). Uroczyste obchody zostały zainaugurowane 24 lipca otwarciem największego meczetu w Rosji – Kul Szarif. 29 lipca 2005 dokonano uroczystego otwarcia Mostu Milenijnego, a 27 sierpnia 2005 – otworzono pierwszą w mieście linię metra (6 stacji). 21 lipca 2005 roku, patriarcha moskiewski Aleksy II oraz prezydent Tatarstanu, Mintimer Szajmijew ustawili Kazańską Ikonę Matki Bożej w soborze Zwiastowania. Przez długi czas była ona uważana za zaginioną; 25 sierpnia 2004 została oddana Rosji przez papieża Jana Pawła II i wystawiona dla kultu w monasterze Kazańskiej Ikony Matki Bożej.

## Zabytki

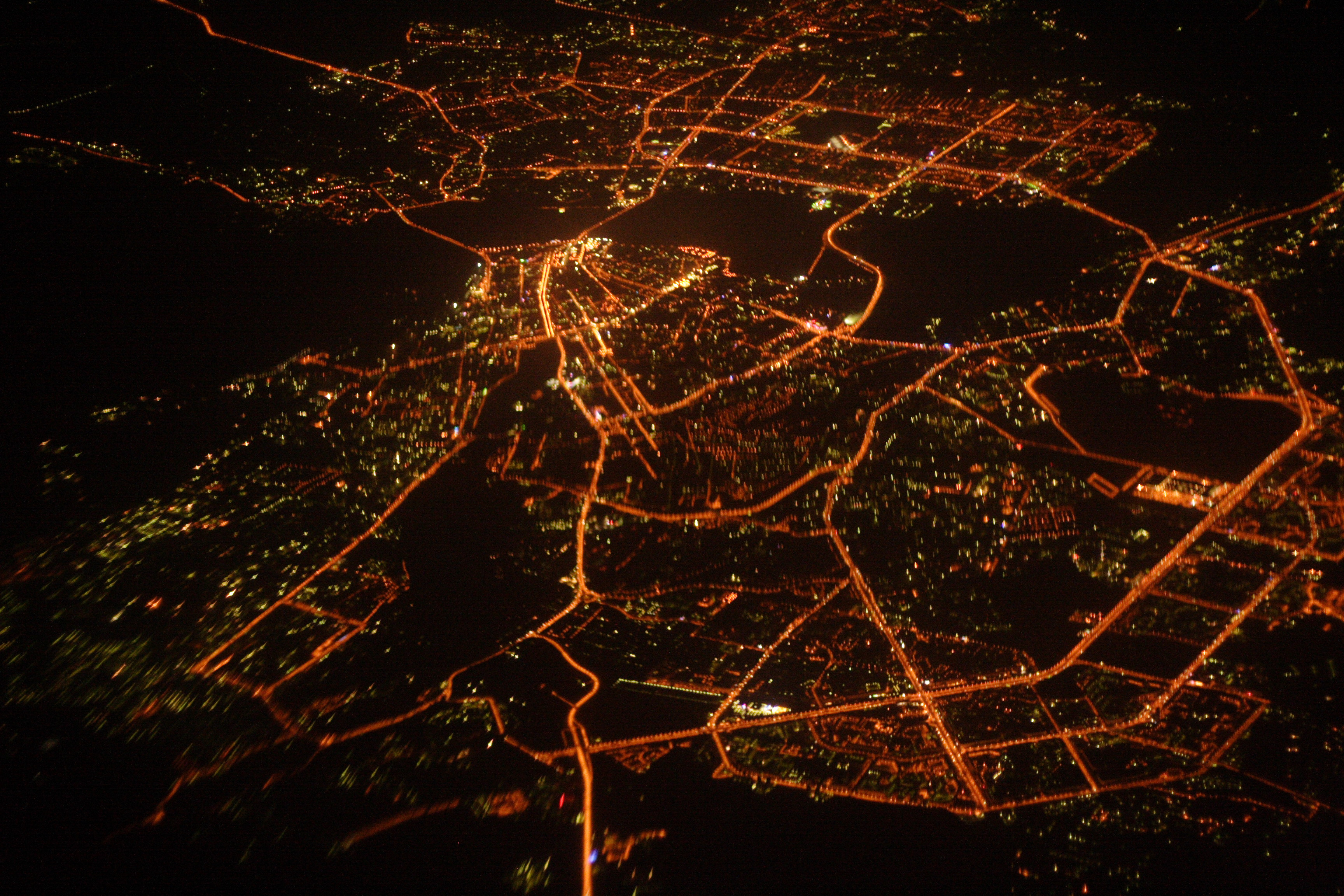
Widok na Kazań z lotu ptaka nocą

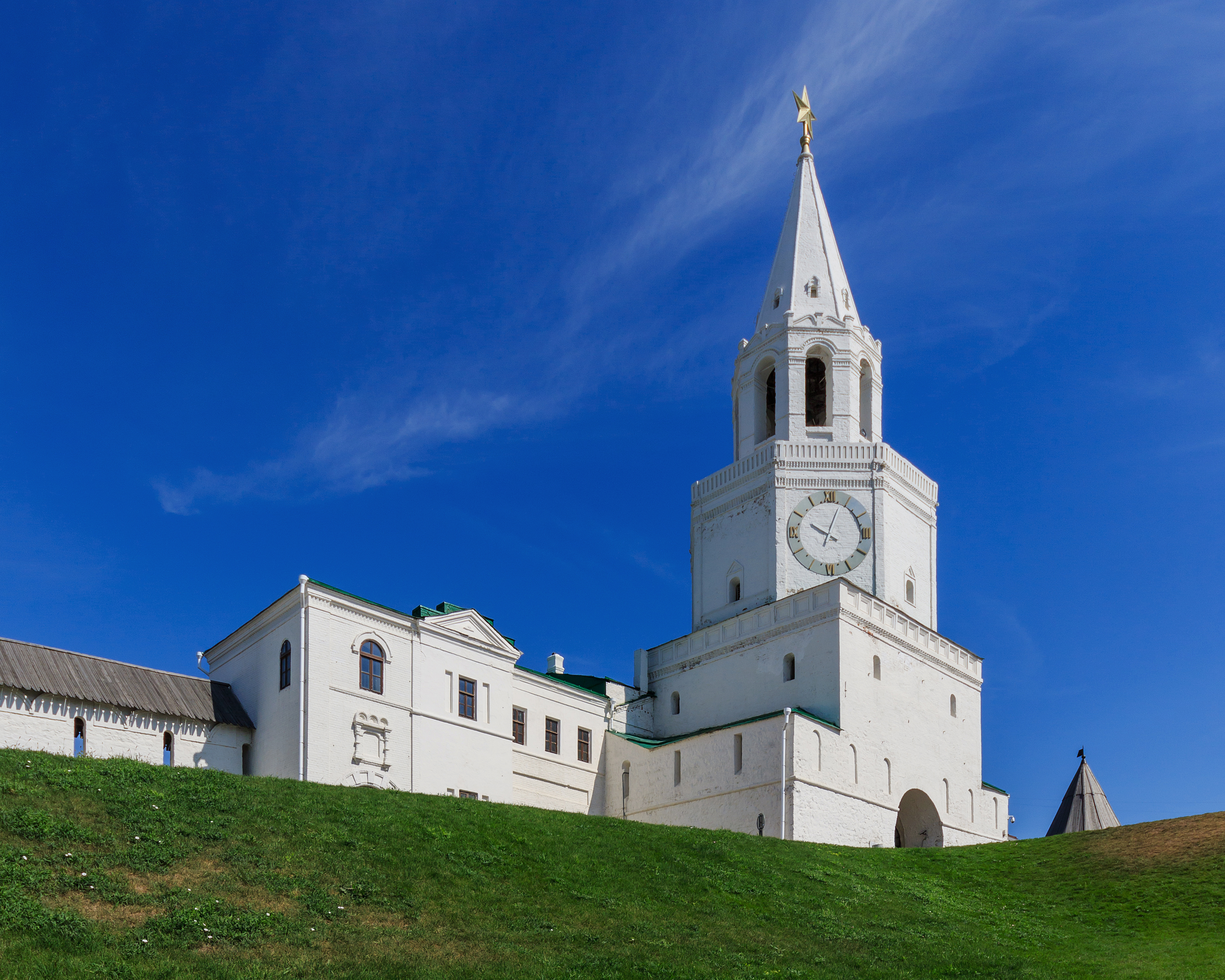
Wieża Spasskaja – Kreml kazański

Kreml z murami i basztami (XVI-XVII w.), Sobór św. św. Piotra i Pawła (XVIII w.), sobór Zwiastowania (XVI-XVIII w.), meczet Mardżaniego (XVIII w.), meczet Azimowa (XIX w.), pałac gubernatora (XIX w.), budynki uniwersytetu (początek XIX w.), cerkiew pałacowa (XVIII w.).

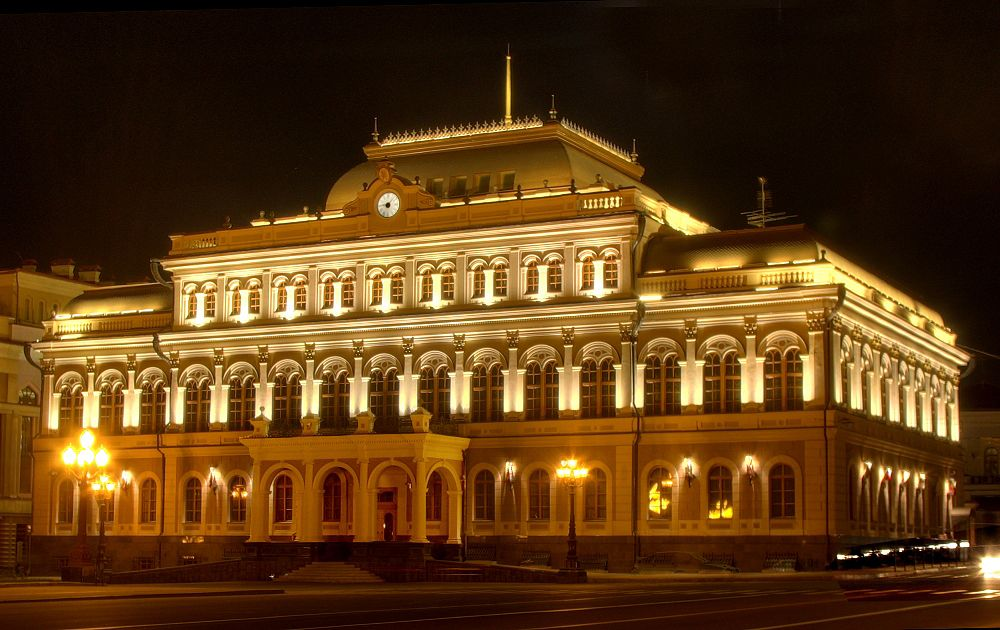
Ratusz miejski
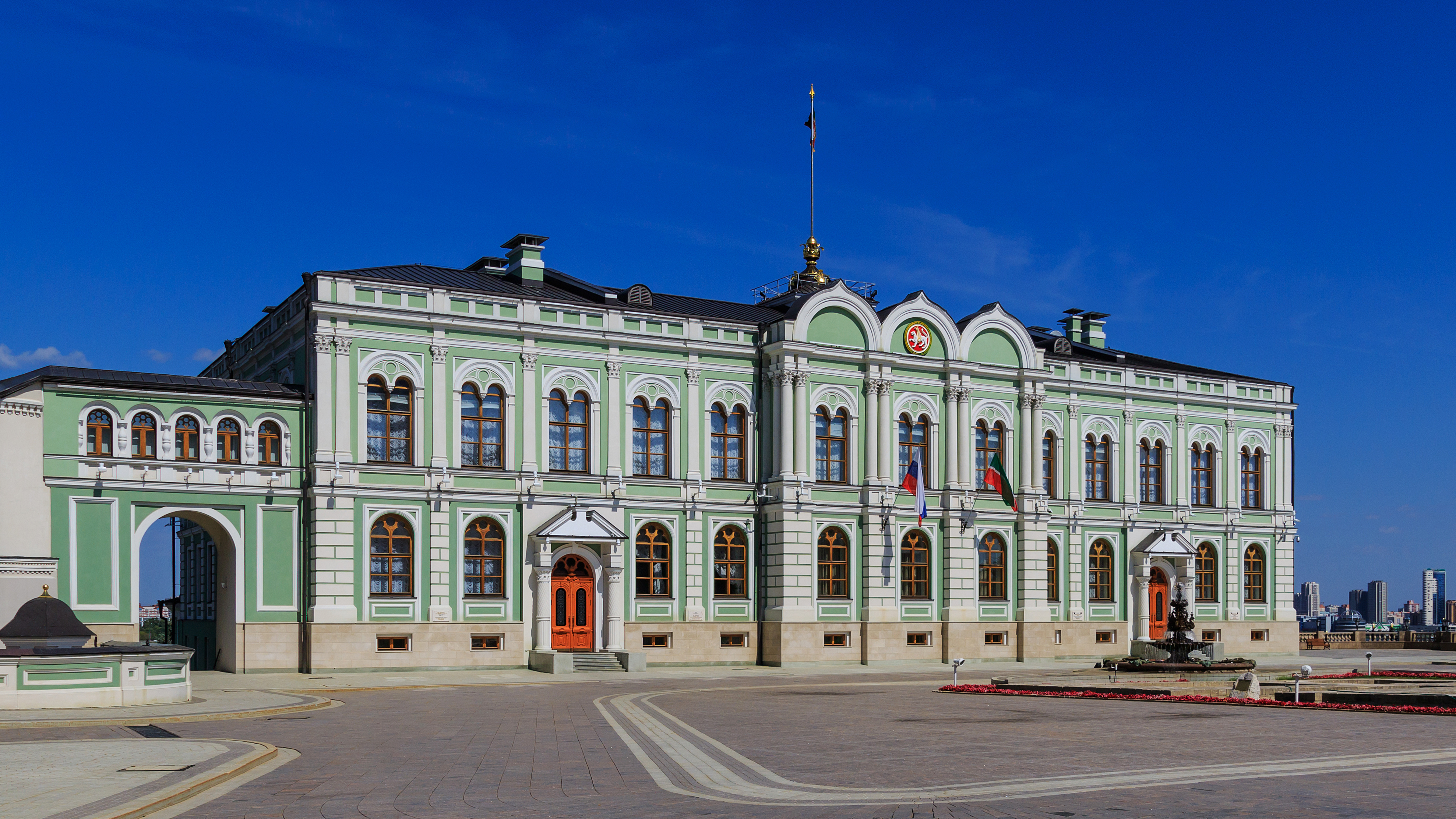
Siedziba gubernatorska Tatarstanu na Kremlu
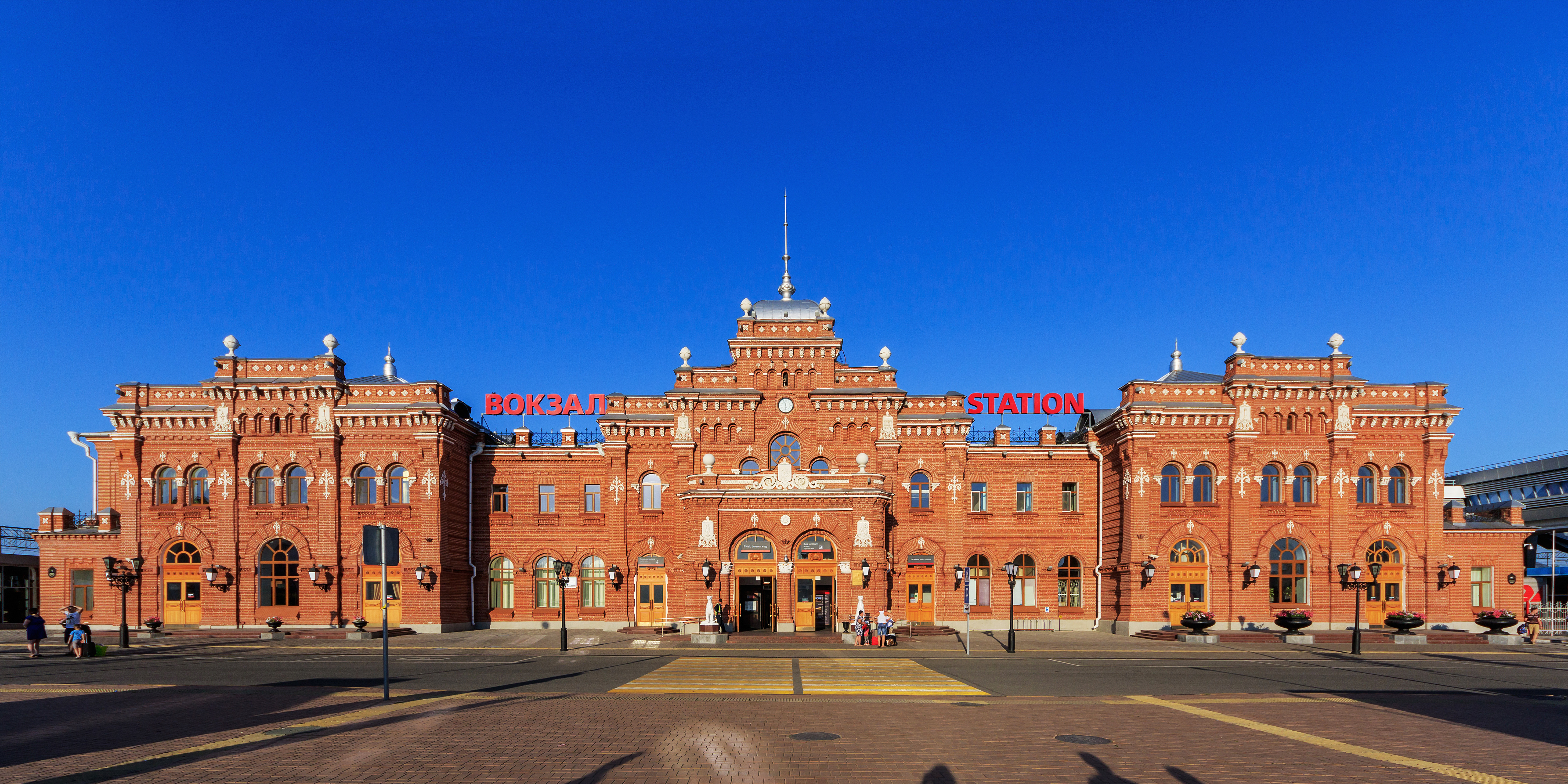
Dworzec kolejowy
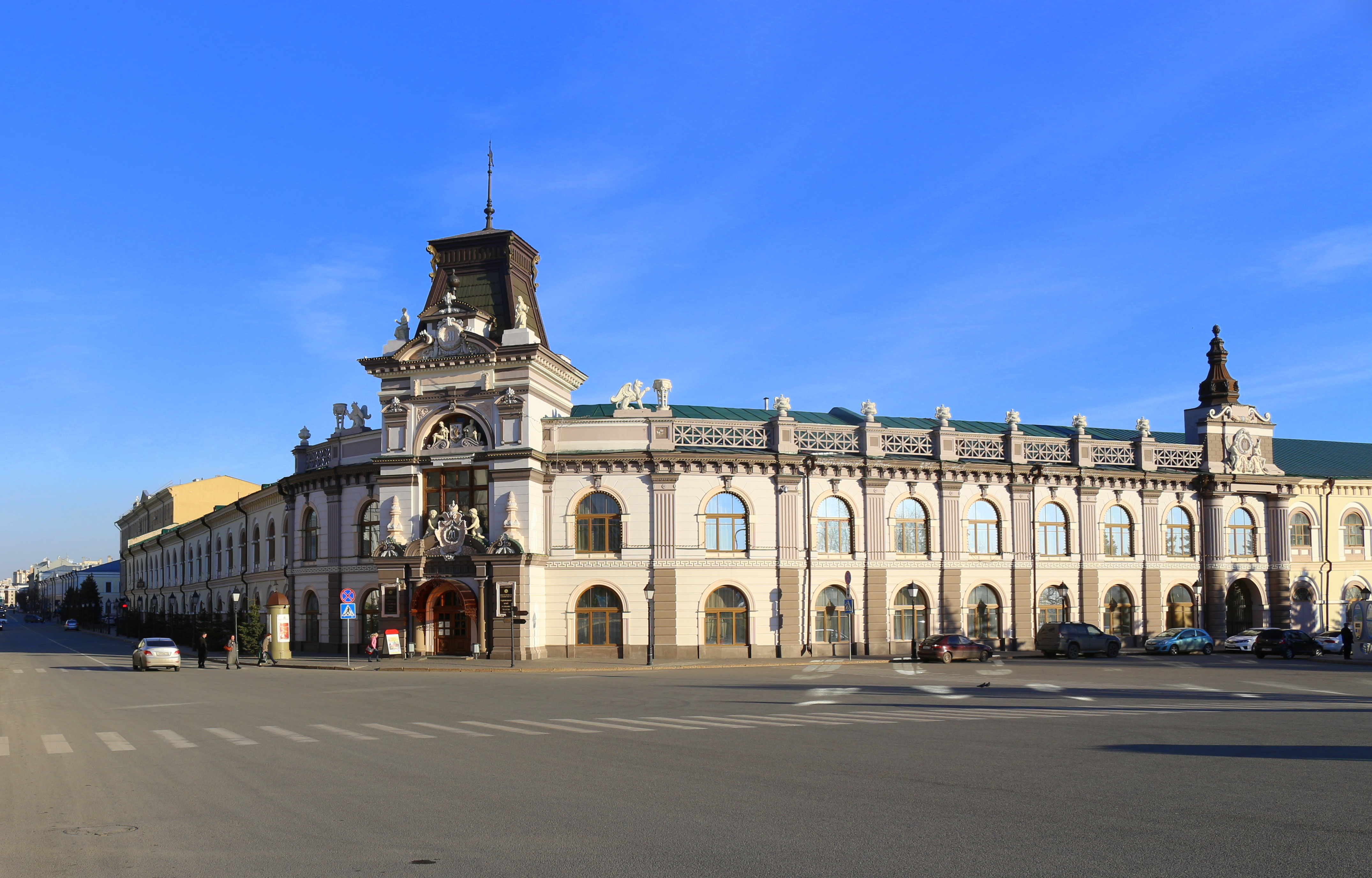
Muzeum tatarskie
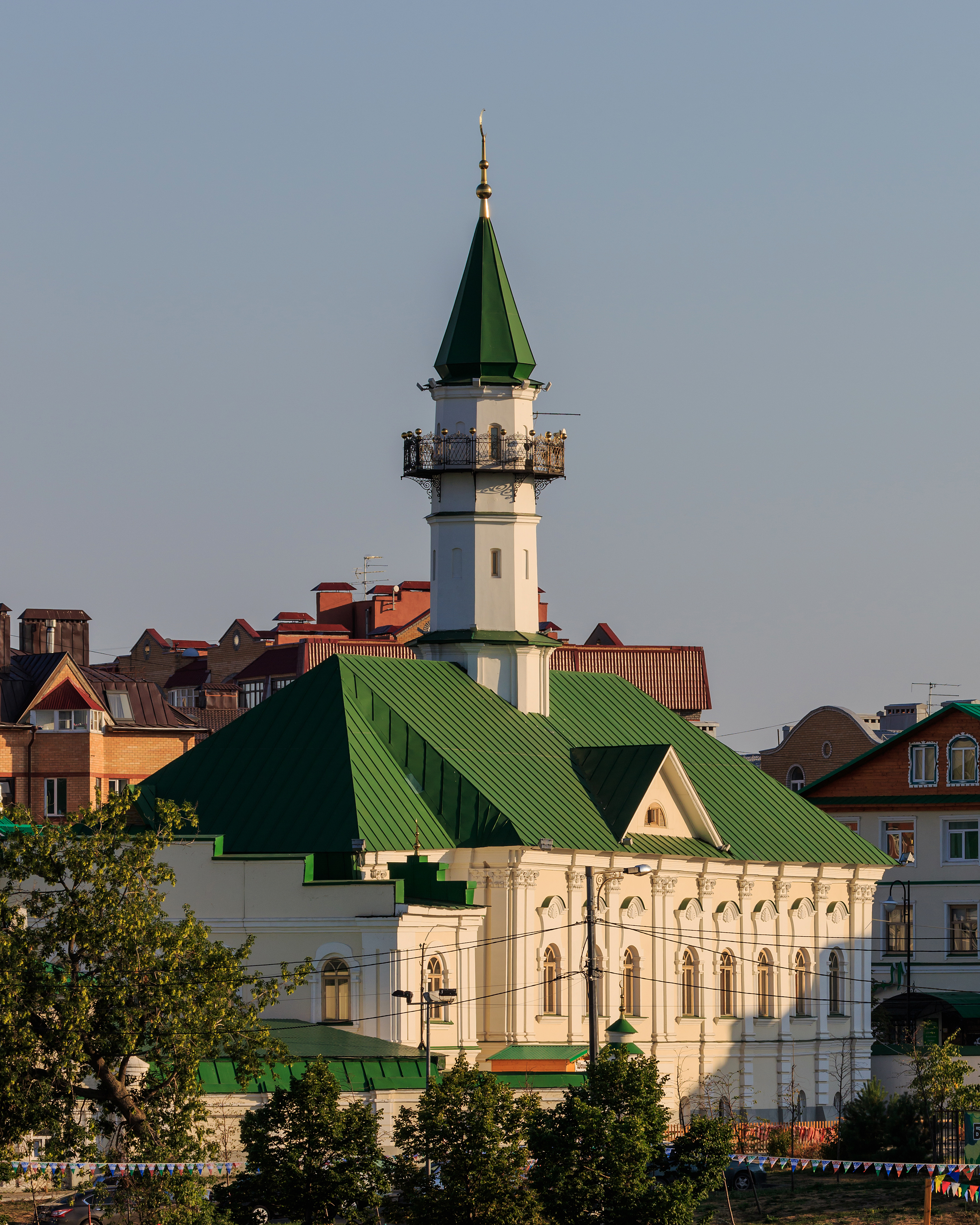
Meczet Ał-Mardżani
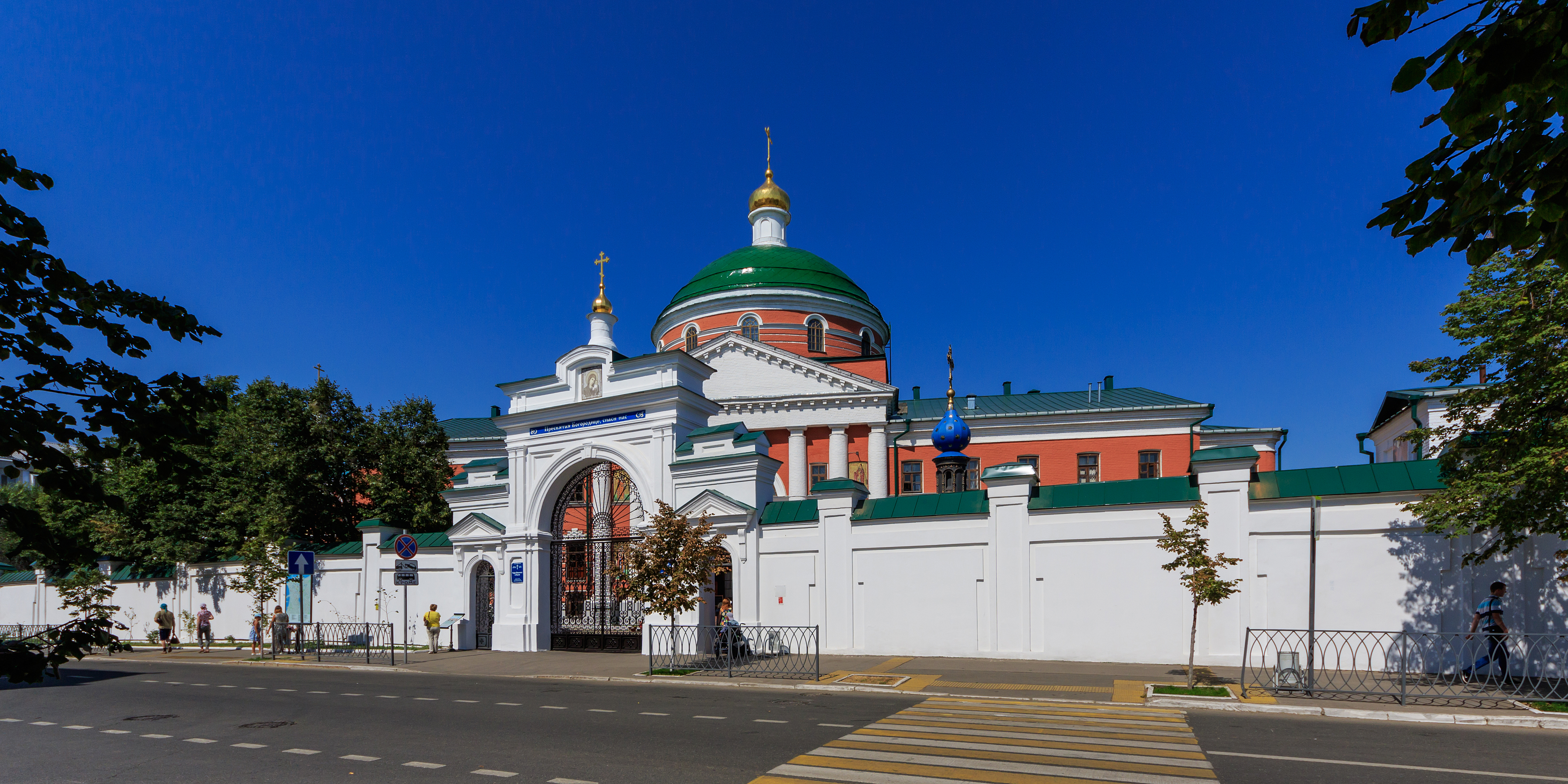
Monaster Kazańskiej Ikony Matki Bożej
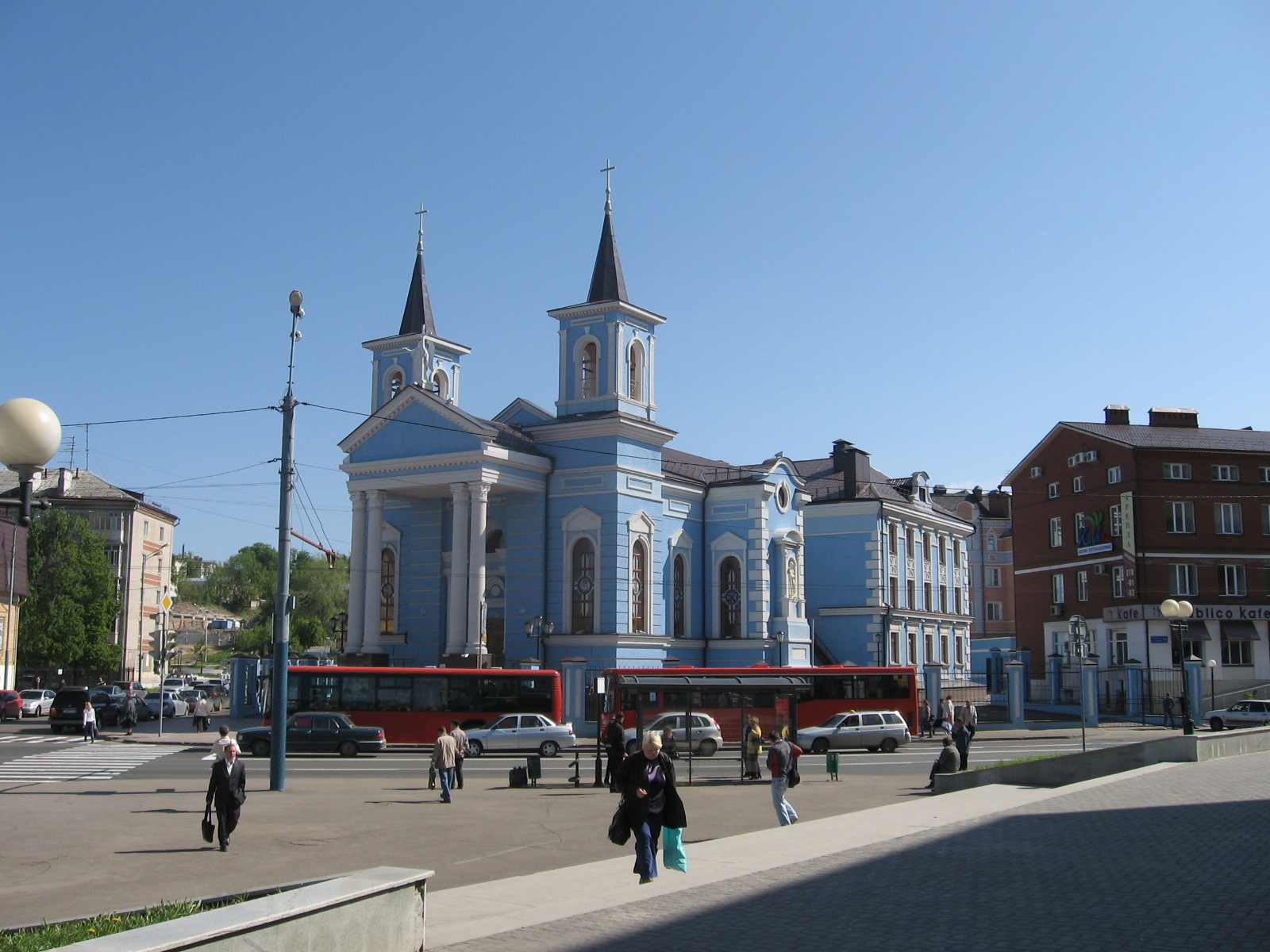
Kościół katolicki
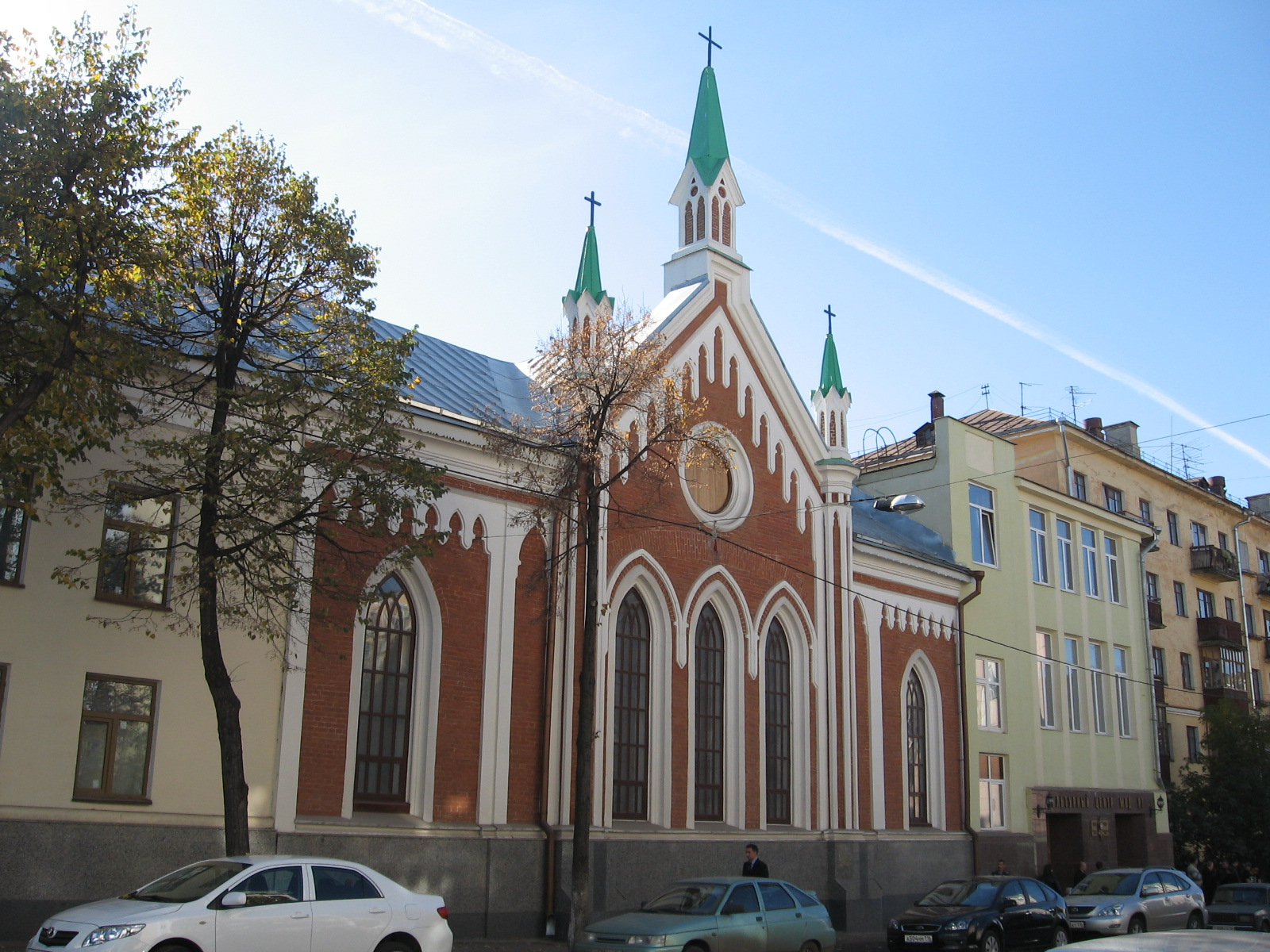
Kościół ewangelicki
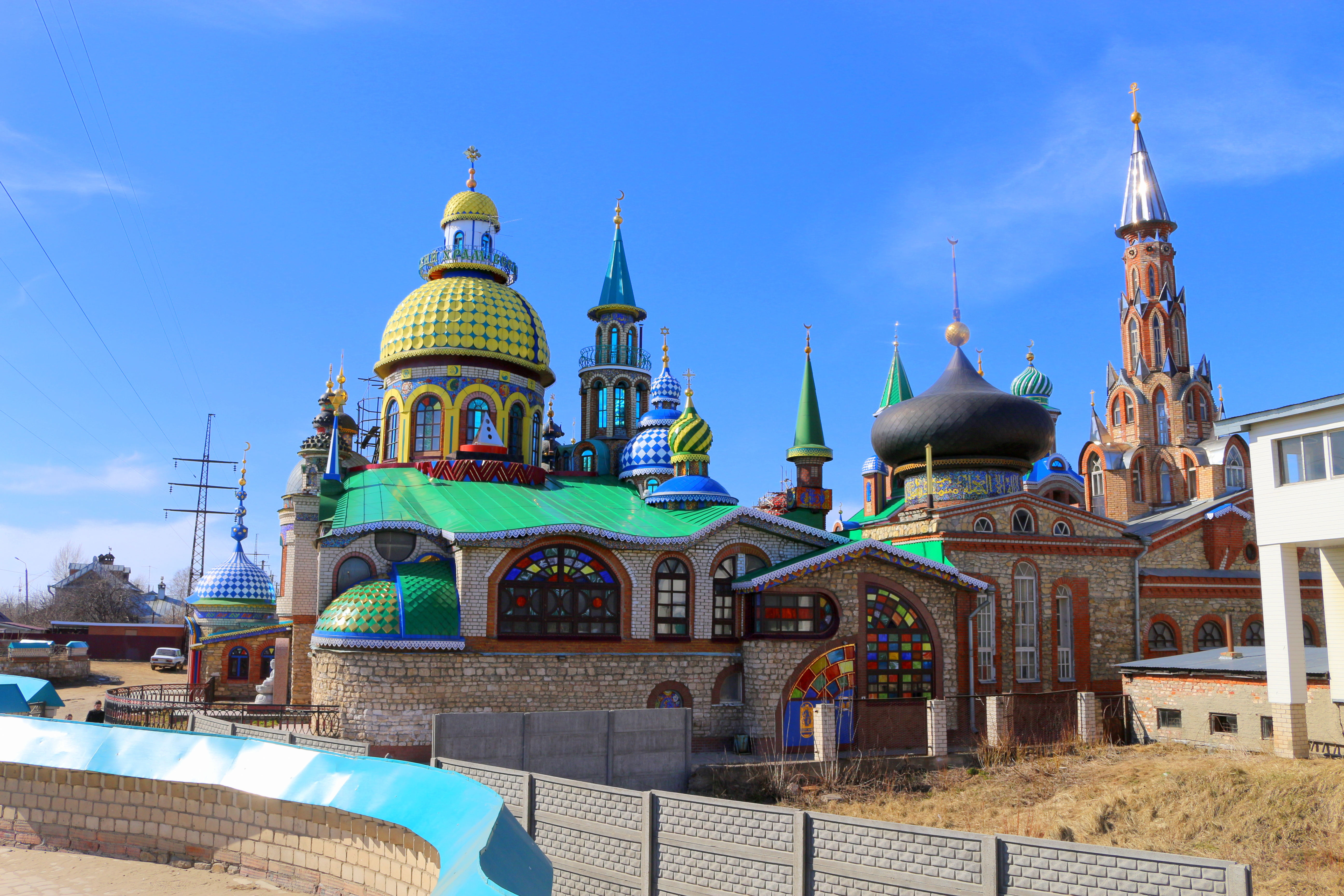
Świątynia wszystkich religii
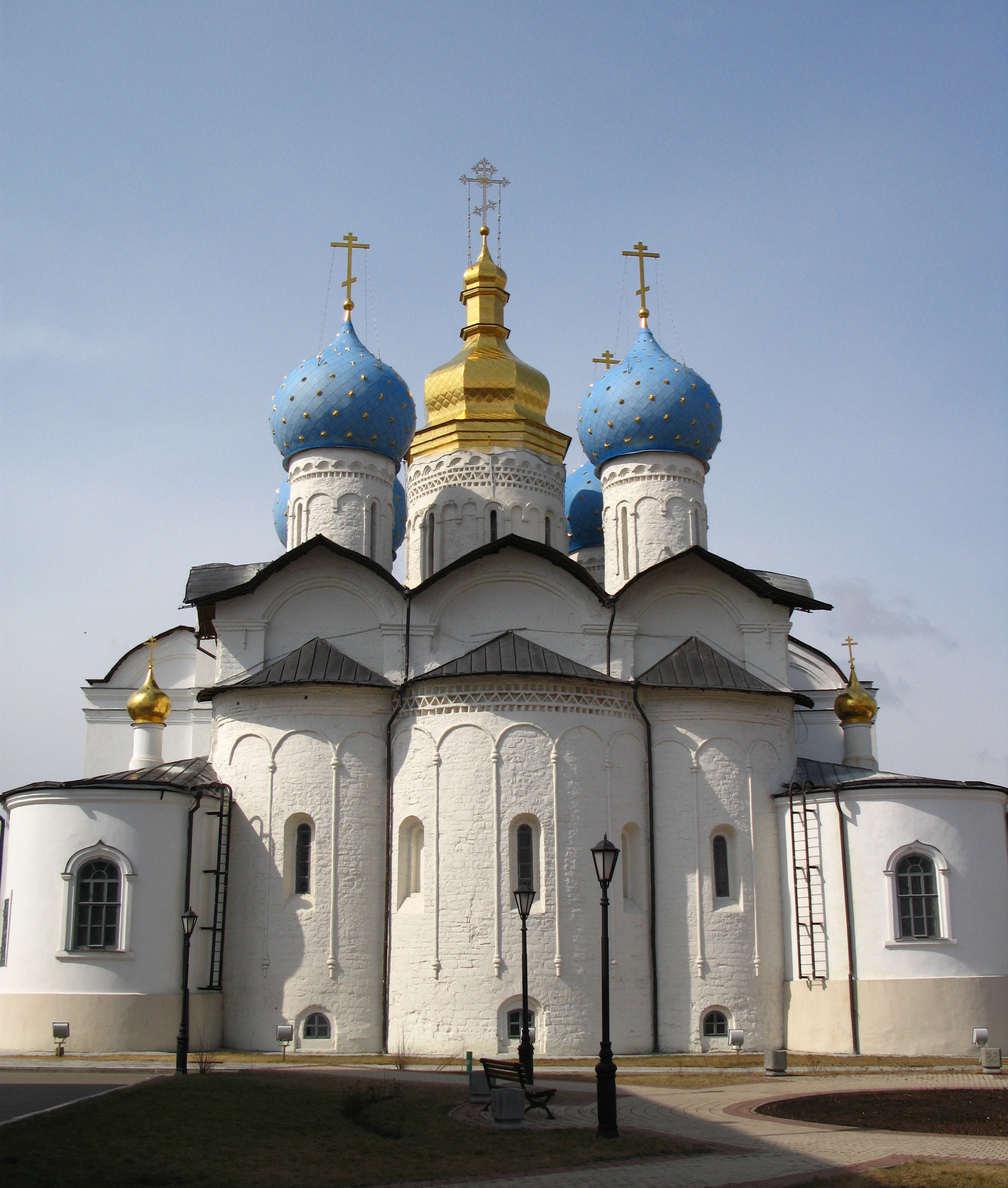
Sobór Zwiastowania Najświętszej Maryi Panny

## Edukacja

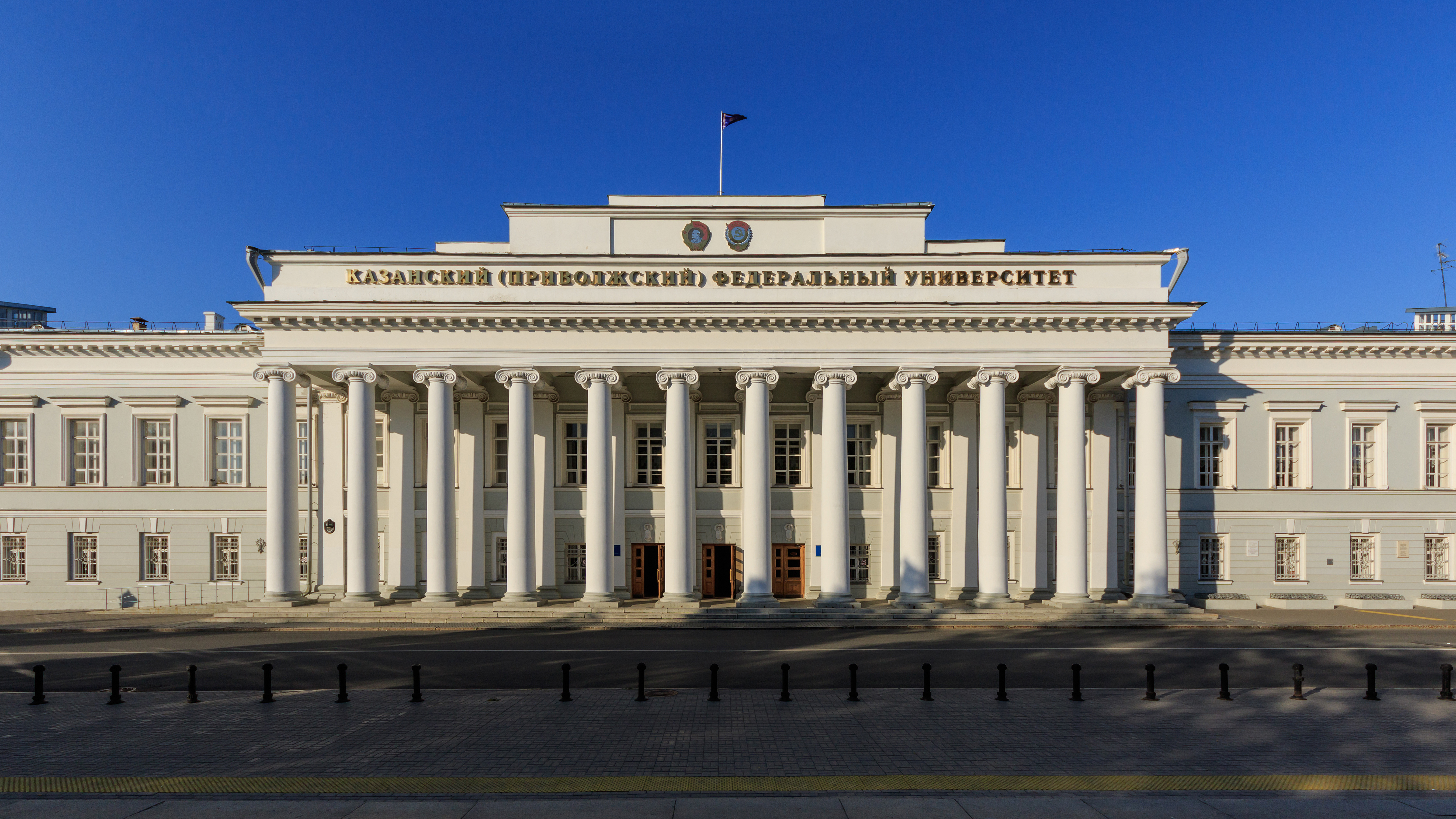
Kazański Uniwersytet Państwowy

- Kazański Państwowy Uniwersytet Rolniczy

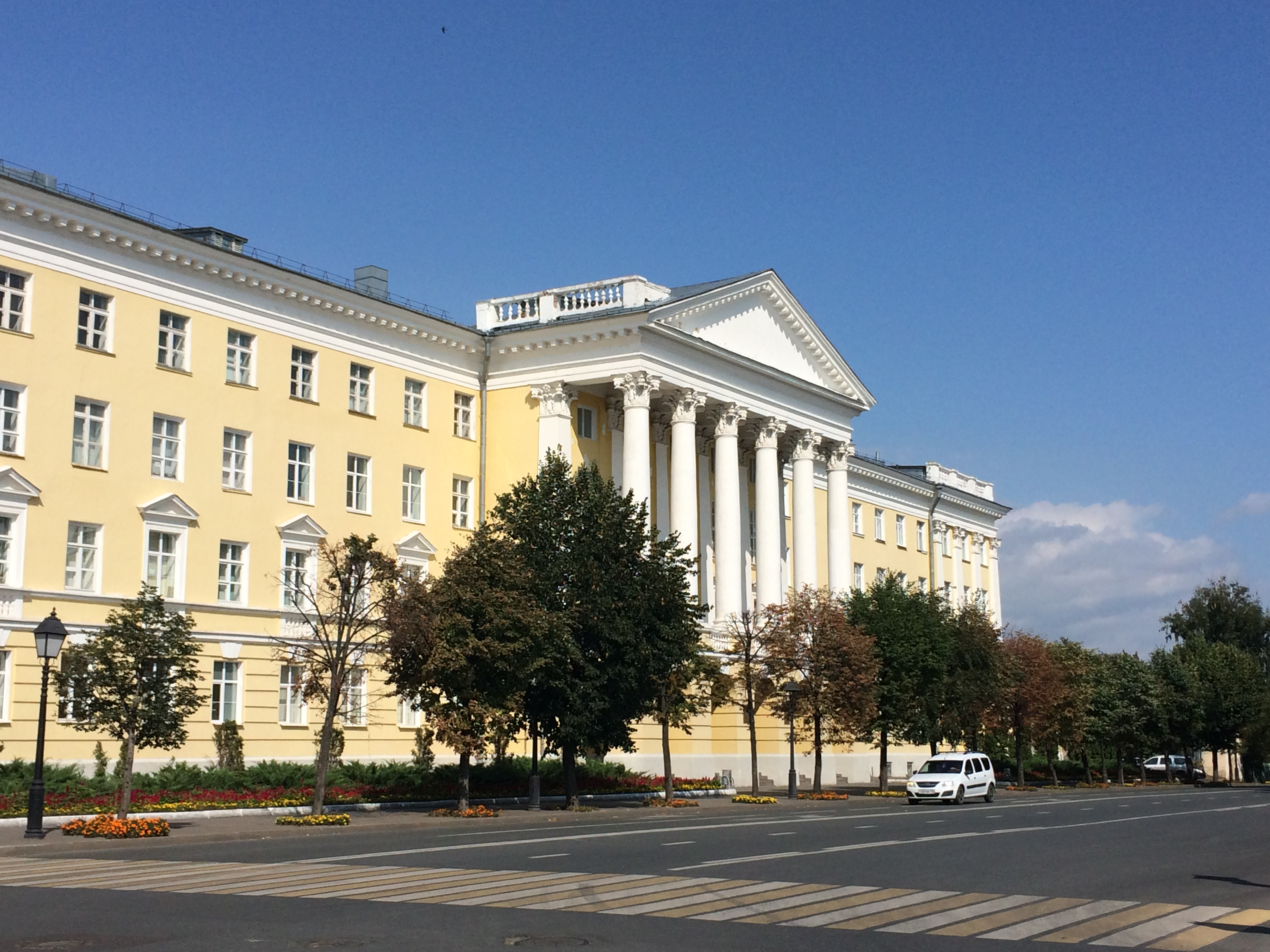
Kazański Państwowy Uniwersytet Techniczny

- Kazański Uniwersytet Państwowy, założony w 1804 (wśród jego sławnych studentów byli Nikołaj Łobaczewski, Lew Tołstoj i Włodzimierz Lenin)
- Kazański Państwowy Uniwersytet Techniczny, założony w 1932
- Kazański Państwowy Uniwersytet Technologiczny
- Kazański Państwowy Uniwersytet Medyczny
- Kazański Instytut Finansowo-Ekonomiczny, założony w 1931
- Kazański Państwowy Uniwersytet Energetyczny, założony w 1968
- Tatarski Państwowy Uniwersytet Humanistyczno-Pedagogiczny, założony w 1876
- Rosyjski Państwowy Uniwersytet Humanistyczny, założony w 1991
- Rosyjski Instytut Islamski
- Międzynarodowy Instytut Ekonomii i Prawa
- Kazańska Państwowa Akademia Medycyny Weterynaryjnej im. Nikołaja Baumana
- Kazańskie Państwowe Konserwatorium (Akademia) im. Naziba Żiganowa
- Akademia Administracji Publicznej i Samorządowej przy Prezydencie Republiki Tatarstanu

## Kultura i sztuka
- Kazański Teatr Opery i Baletu
- Tatarski Teatr Dramatu im Kamala[7]

## Transport

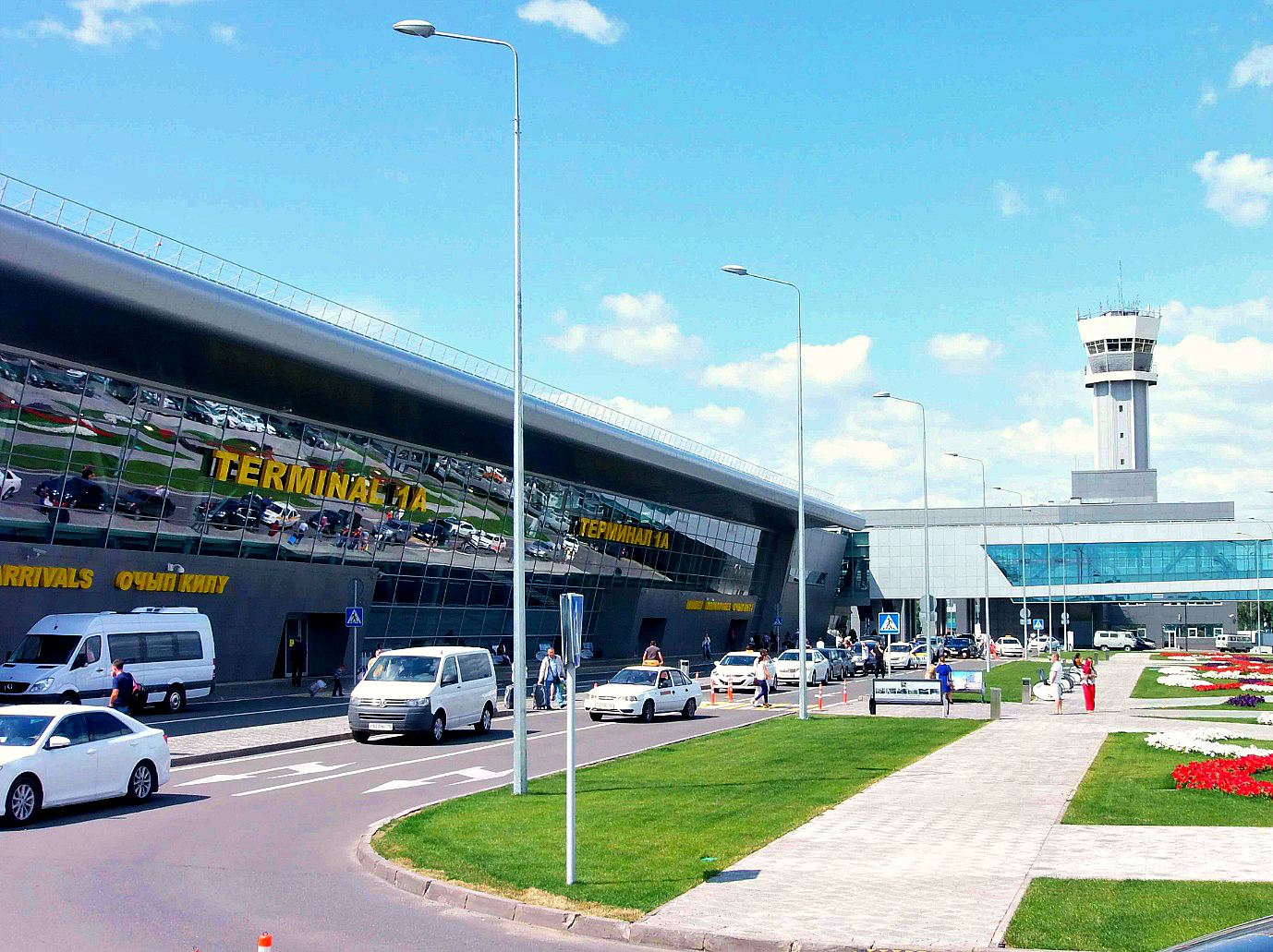
Terminal portu lotniczego

- Węzeł kolejowy (stacja Kazań) i port rzeczny.
- Tramwaje w Kazaniu
- Metro w Kazaniu
- Port lotniczy Kazań
- Kazańska kolej dziecięca
- Tatarstan Airlines – linia lotnicza

## Sport
W Kazaniu swoją siedzibę mają liczne kluby sportowe, m.in. Rubin Kazań – piłkarski mistrz Rosji w 2008 i 2009 roku oraz zdobywca Puchar Rosji w 2008 roku, Zienit Kazań – siatkarski mistrz Rosji z 2007, 2009, 2010, 2011, 2012, 2014, 2015 roku oraz Ak Bars Kazań – pięciokrotny mistrz Rosji w hokeju na lodzie (1998, 2006, 2009, 2010 i 2018), Dinamo Kazań – żeński klub siatkarski.

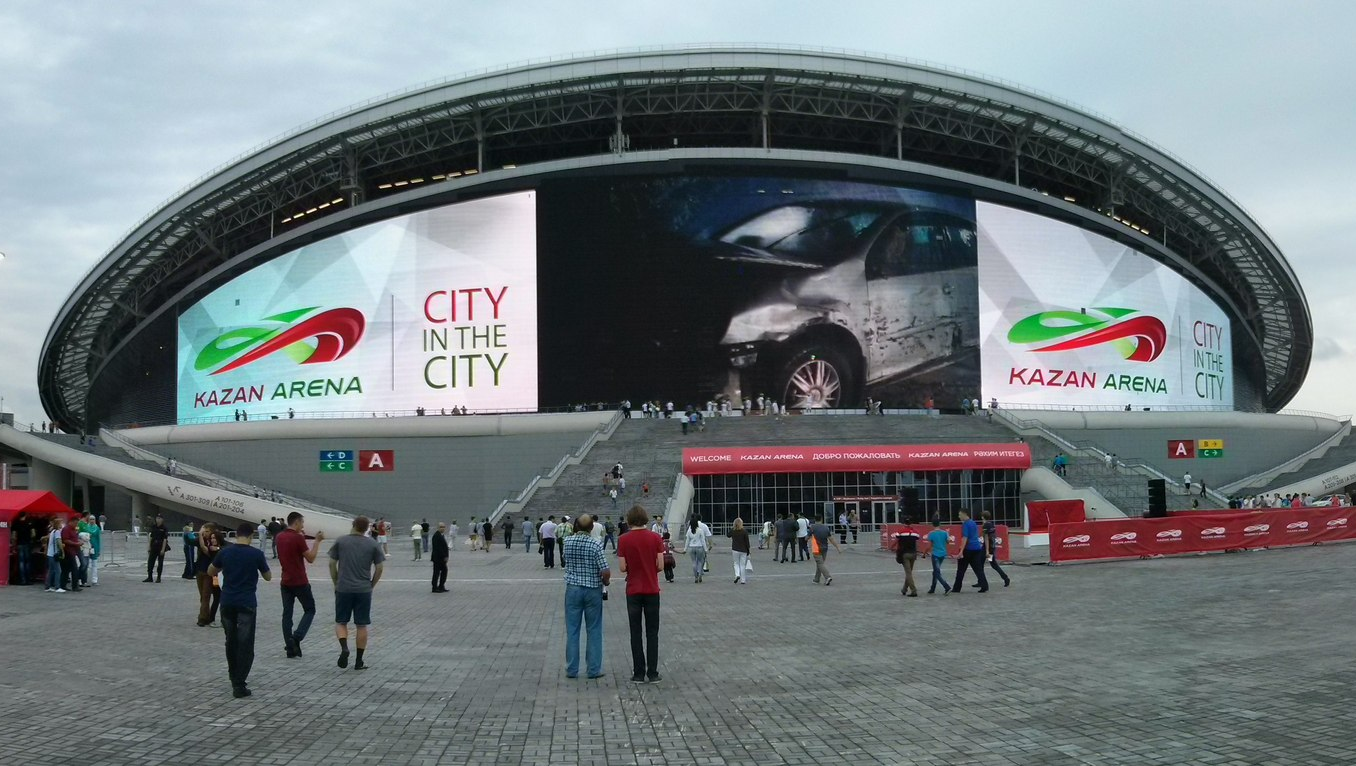
Stadion Kazań Ariena, gospodarz meczów Mistrzostw Świata w Piłce Nożnej w 2018 roku
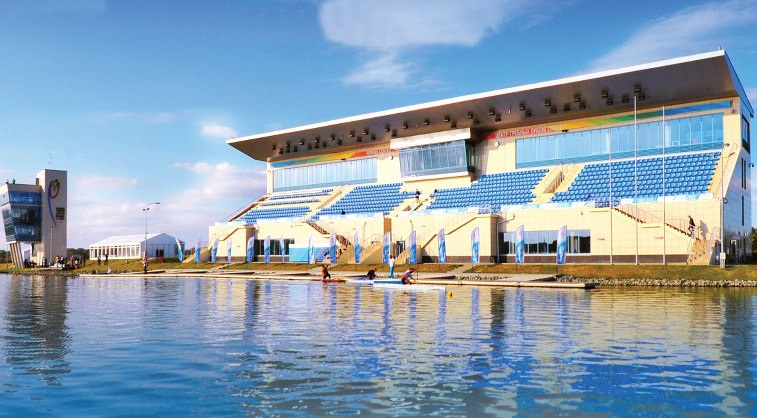
Stadion pływacki oraz tor kajakowy
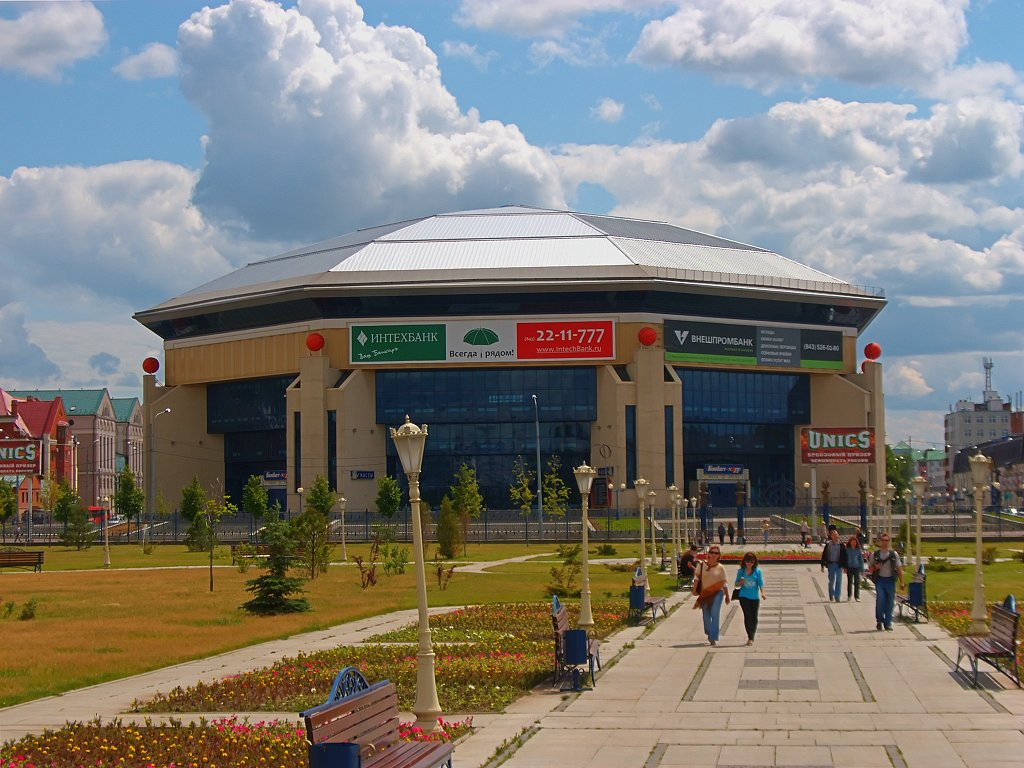
Stadion koszykówki

### Wydarzenia sportowe
W roku 2013 miasto gościło uczestników letniej uniwersjady. W 2014 roku odbyły się tutaj Mistrzostwa Świata w szermierce. W 2017 roku w Kazaniu odbyły się mecze Pucharu Konfederacji w piłce nożnej. W 2018 roku Kazań był jednym z miast-gospodarzy Mistrzostw Świata w Piłce Nożnej.
- Mistrzostwa Europy pływania w płetwach – 2010[8]
- Mistrzostwa Europy w Podnoszeniu Ciężarów 2011[9]
- Letnia Uniwersjada 2013[10]
- Mistrzostwa Europy w Badmintonie 2014[11]
- Mistrzostwa Świata w Pływaniu 2015[12]
- Mistrzostwa Europy w Judo 2016[13]
- Red Bull Air Race World Championship 2017[14]
- Puchar Konfederacji w piłce nożnej 2017[15]
- Red Bull Air Race World Championship 2018[16]
- Mistrzostwa Świata w Piłce Nożnej 2018[17]

### Znani sportowcy
- Alija Mustafina – gimnastyczka
- Aleksandr Burmistrow – hokeista
- Wiktor Kołotow – piłkarz
- Rusłan Nigmatullin – piłkarz
- Dienis Archipow – hokeista
- Swietłana Diomina – strzelczyni sportowa
- Marat Safin – tenisista
- Dinara Safina – tenisistka
- Aleksandr Fadiejew –  łyżwiarz figurowy
- Jewgienija Tarasowa –  łyżwiarka figurowa
- Wasilij Mosin – strzelec sportowy
- Kamiła Walijewa –   łyżwiarka figurowa

## Demografia
Zmiany populacji (w tysiącach osób) miasta od 1800 do 2009 roku:

Skład narodowościowy:
| w 1897: 1. Rosjanie – 95 402 (73,4%) 2. Tatarzy – 28 520 (21,9%) 3. Polacy – 1479 (1,14%) 4. Żydzi – 1295 (1,00%) 5. Niemcy – 982 (0,76%) | w 2021: 1. Tatarzy – 554 517 (48,5%) 2. Rosjanie – 542 182 (46,4%) 3. Czuwasze – 8956 (0,78%) 4. Ukraińcy – 4808 (0,42%) 5. Maryjczycy – 3698 (0,32%) |

## Miasta partnerskie
- Dżudda, Arabia Saudyjska
- Hangzhou, Chiny (ChRL)
- Lijiang, Chiny (ChRL)
- Hajdarabad (Indie), Indie
- Raszt, Iran
- Tebriz, Iran
- Kabul, Afganistan
- Stambuł, Turcja
- Antalya, Turcja
- Balıkesir, Turcja
- Eskişehir, Turcja
- Astana, Kazachstan
- Ałmaty, Kazachstan
- Ułan Ude, Rosja
- Iwanowo, Rosja
- Obwód Szumen, Bułgaria
- Jurmała, Łotwa
- Brunszwik, Niemcy
- College Station, Stany Zjednoczone
- Harare, Zimbabwe

## Osoby związane z Kazaniem
- Wieniera Gimadijewa – rosyjska śpiewaczka operowa
- Dajana Kiriłłowa – rosyjska śpiewaczka dziecięca
- Raszyt Nieżmietdinow – radziecki szachista i warcabista
- Kamiła Walijewa –  rosyjska łyżwiarka figurowa
- Wieronika Kudiermietowa – rosyjska tenisistka
- Walerij Gierasimow –  szef Sztabu Generalnego Sił Zbrojnych Federacji Rosyjskiej
- Tatjana Łarionowa – rosyjsko-tatarska polityczka